# Monteverdi 375
Monteverdi 375 är en personbil, tillverkad av den schweiziska biltillverkaren Monteverdi mellan 1967 och 1977.

## Bakgrund
Peter Monteverdi byggde tävlingsbilar med namnet MBM och sedan början av 1950-talet var han Ferraris generalagent i Schweiz. Efter en kontrovers med Enzo Ferrari bestämde han sig, likt Giotto Bizzarrini och Ferruccio Lamborghini, för att bygga en bättre bil själv.

## Monteverdi 375
Monteverdis första modell, Gran turismon 375 S, introducerades på bilsalongen i Frankfurt 1967. Bilen hade Chryslers största V8-motor på 440 cui och 375 hk (därav modellnamnet). Det fanns även en starkare variant med effekt på 400 hk, kallad 400 SS. Bilen hade separat ram och De Dion-axel bak. Karossen byggdes av Frua, efter skisser från Peter Monteverdi. 1968 tillkom den större 375 L, med längre hjulbas och ett litet baksäte.
Senare bytte Monteverdi leverantör av karosser till italienska Carrozzeria Fissore. Fronten modifierades och bilen byggdes även som cabriolet, kallad 375 C. Från 1971 såldes även en fyrdörrars sedan, 375/4.
På Internationella bilsalongen i Genève 1972 presenterades den uppdaterade Berlinetta, med ny front. Cabriolet-versionen kallades Palm Beach.